# James Bicheno Francis
James Bicheno Francis (Southleigh, Devon, Anglaterra, 18 de maig de 1815 - Lowell, Massachusetts, Estats Units, 18 de setembre de 1892) fou un enginyer hidràulic britànic-nord-americà inventor de la turbina hidràulica que porta el seu nom (una combinació de turbines de flux radial i axial) que s'utilitzen per a instal·lacions de baixa pressió.

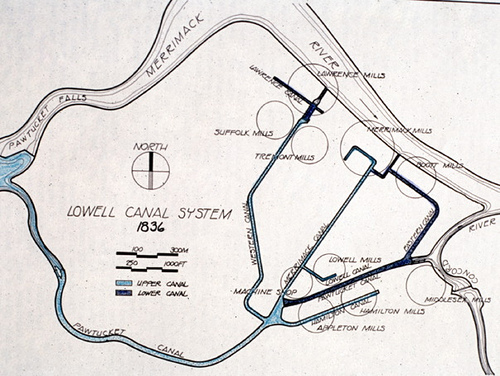
El sistema de canals de Lowell tal com es presentà quan Francis es va unir a Proprietors of Locks and Canals on the Merrimack River el 1836

El 1833, Francis va anar als Estats Units i va ser contractat per l'enginyer George Washington Whistler per ajudar a construir el ferrocarril de Stonington (Connecticut). A Lowell es va unir a la companyia The Proprietors of Locks and Canals on the Merrimack River com a dibuixant i, ben aviat, el 1837, amb només 22 anys, va ser nomenat cap de màquines de l'empresa. Aquell mateix any, James es va casar amb Sarah W. Brownell a Lowell, el 12 de juliol de 1837.
Com a gerent i cap de màquines, Francis va ser responsable de la construcció del Canal del Nord i l'alimentador del carrer Moody. Ambdós canals, construïts entre els anys 1840 i 1850, van completar la llarga xarxa de canals de Lowell de nou quilòmetres, i en van augmentar considerablement la potència industrial amb els nombrosos molins d'una de les ciutats industrials més pròsperes.
Els principals resultats del treball dut a terme per Francis al voltant de la hidràulica es van publicar a un llibre el 1855, el qual va tornar a publicar-se el 1868 i el 1883. Aquest treball en va fer una autoritat reconeguda entre els enginyers hidràulics, tant a Amèrica com a Europa. Francis pot ser considerat un dels fundadors d'una nova escola d'hidràulica gràcies al seu enfocament experimental. Encara avui en dia les turbines de Francis s'utilitzen per a càrregues hidràuliques.